# Konradów (Wałbrzych)
Konradów (niem. Conradsthal, Konradsthal) – dzielnica Wałbrzycha na jego zachodnich obrzeżach.

## Historia

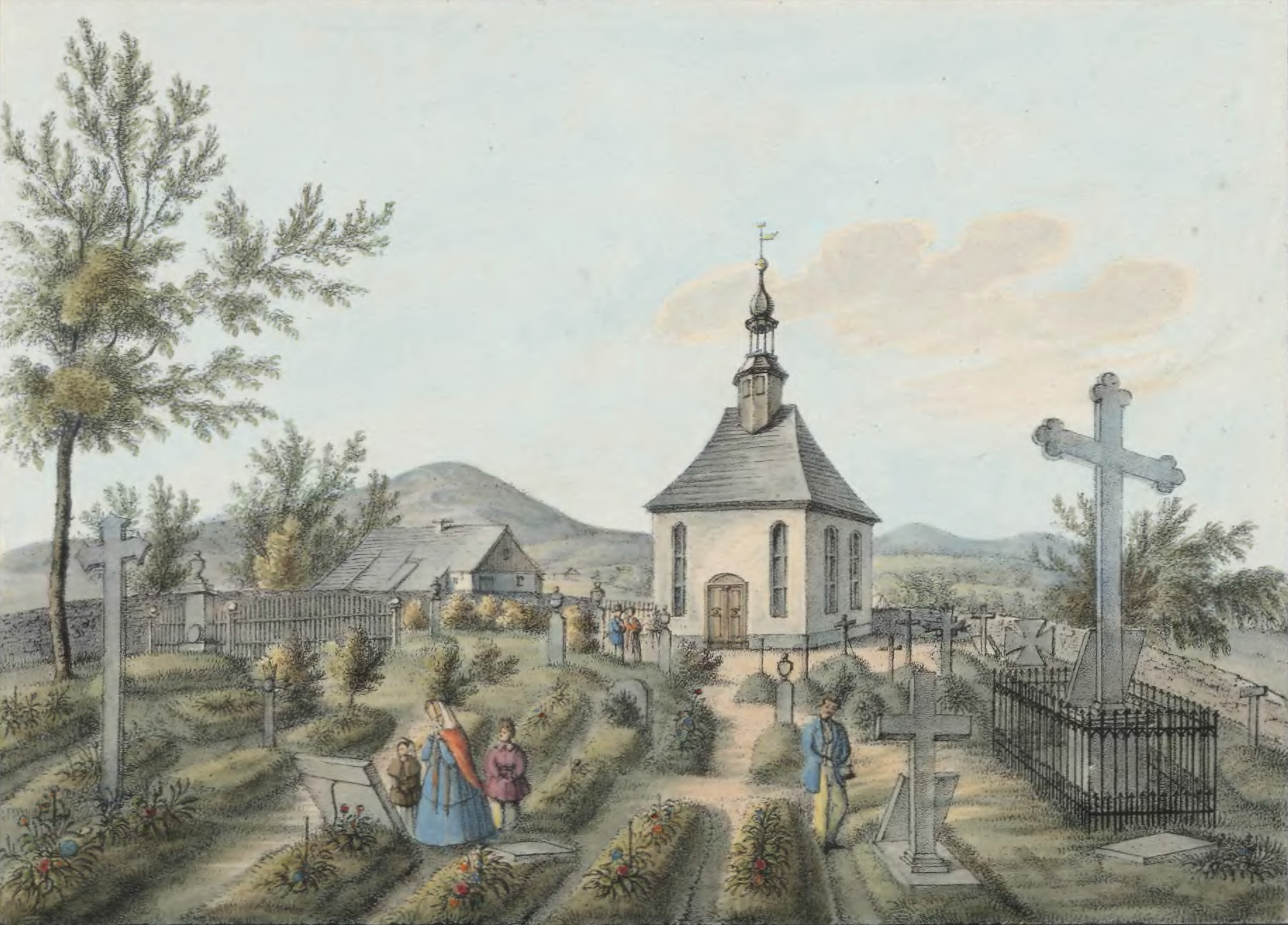
Kaplica cmentarna na Wzgórzu św. Antoniego na Konradowie

Niegdyś Konrad Thal – Dolina Konrada, należała do wałbrzyskiego zagłębia węglowego i początkowo był kolonią Białego Kamienia. W 1753 stało się samodzielną gminą z osobnym swoim kodem pocztowym. W 1795 powstał na Konradowie protestancki cmentarz, a w 1817 roku powstała tam, na Wzgórzu św. Antoniego (Antonsberg), kaplica.
Po reorganizacji Prus, Dolina Konrada należała od 1815 do prowincji śląskiej i była w 1816 roku włączona do powiatu wałbrzyskiego (Landkreis Waldenburg), w którym pozostawała do 1945. W 1818 roku Dolina Konrada liczyła 255 mieszkańców, w 1840 roku było ich 388. Od 1874 Dolina Konrada wraz z Hartau (Opoka – obecny rejon ulic Bema i Sułkowskiego w Wałbrzychu) i Szczawienkiem należały do okręgu Szczawno-Zdrój (Amtsbezirk Salzbrunn). W tym samym roku Dolina Konrada – Konradów, otrzymał połączenie kolejowe do toru linii kolejowej w Wałbrzychu, który w 1914 roku został zelektryfikowany. Od 1925 roku Konradów liczył 868 mieszkańców.
1 czerwca gminę Konradów (z Hartau) wyłączono z Amtsbezirk Ober Salzbrunn (Szczawno Górne) i włączono do Amtsbezirk Weißstein (Biały Kamień), gdzie zostało połączone z gminą Weißstein (Biały Kamień). Po II wojnie światowej Biały Kamień otrzymał prawa miejskie. w 1945 roku Konradsthal (Dolina Konrada)  została przemianowana na Konradów. Ludność niemiecka mieszkała jeszcze długo po II wojnie światowej. Nowi mieszkańcy jako wypędzeni przybyli z częściowo z Polski wschodniej. W latach 1945–50 Konradów wchodził w skład miasta Biały Kamień w powiecie wałbrzyskim. 1 stycznia 1951 główną, wschodnią część Konradowa włączono do Wałbrzycha, a pozostałą (zachodnią) do Szczawna-Zdroju.
Decyzją Rady Miejskiej w Wałbrzychu z dnia 30.10.2014 powstała na Konradowie nowa ulica Alfreda Witolda Oruby, zlokalizowana jako przedłużenie ul.Kopalnianej. Na ul. Oruby powstaje duże osiedle domków jednorodzinnych i willi.

## Transport
Dojeżdża tam autobus komunikacji miejskiej linii 10 i 20.
30.04.2019 roku podjęto decyzję o przywróceniu ruchu pociągów przez dzielnicę Konradów.

## Muzea
W dawnym budynku szkoły znajduje się dyrekcja i pracownie naukowo-badawcze muzeum Gross-Rosen.

## Religia
24 czerwca 2010 powstała w Konradowie parafia rzymskokatolicka pw. Matki Boskiej Częstochowskiej. Proboszczem jest ks. kanonik dr Marek Zołoteńki.
Na znajdującym się w dzielnicy Wzgórzu Świętego Antoniego w dniu 22.07.2015 rozpoczęto budowę ośrodka duszpasterskiego dla dzielnicy Konradów oraz części Białego Kamienia w Wałbrzychu, a także ulic: Prusa, Popiełuszki, Baczyńskiego, Okólna - okalających cmentarz w Szczawnie Zdroju.

## Znani ludzie pochodzący z Konradowa
- Fritz Runge (1901-1990), niemiecki polityk SPD
- Hermann Runge (1902-1975), niemiecki polityk SPD
- Ireneusz Zyska, poseł na sejm RP